# Katzenthal
Katzenthal är en kommun i departementet Haut-Rhin i regionen Grand Est (tidigare regionen Alsace) i nordöstra Frankrike. Kommunen ligger i kantonen Kaysersberg som tillhör arrondissementet Ribeauvillé. År 2022 hade Katzenthal 517 invånare.

## Befolkningsutveckling
Antalet invånare i kommunen Katzenthal
| Referens: INSEE |